# Расплата (фильм, 1970)
«Расплата» — советская драма Фёдора Филиппова, снятая на киностудии «Мосфильм» в 1970 году.

## Сюжет
Алексей Платов, инженер-гидротехник, возвращается из очередной командировки домой, к своей любимой девушке Кате, на которой собрался жениться. Он представляет Катю своей матери, Евгении Васильевне, и между будущими свекровью и снохой, кажется, возникает симпатия. Алексей и Катя решают расписаться и тут же уехать в свадебное путешествие.
Неожиданное несчастье меняет их планы. Мать Алексея умирает. После её смерти Алексей обнаруживает её письмо, из которого он узнает, что его отец на самом деле не погиб на фронте, как всегда говорила ему мать, а жив и здоров. И он вовсе не герой, отдавший жизнь за Победу, а предатель, который оставил товарищей на поле боя. Он не был расстрелян, потому что суд над ним состоялся уже после окончания войны, когда законы военного времени уже не действовали.
Несмотря на страшный удар, который пережил Алексей, он решает все-таки разыскать отца, посмотреть ему в глаза и спросить его, правда это или нет. Единственный свидетель прошлого, оставшийся в живых — Богуш признается Алексею, что всегда знал о предательстве отца Алексея. Об этом знали и на работе Алексея, и хотя он на самом деле сын предателя, это не отразилось на его карьере и возможности уезжать в заграничные командировки.
Катя, жена Алексея, раздражена позицией своего мужа. Отец Кати был фронтовиком, который погиб, ей неприятно, что Алексей открыто хочет признаться в том, что он — сын предателя. Они ссорятся и на время расстаются. Но Алексей всё равно находит отца, тот приезжает к нему домой, на сороковины. Оставшись одни, Алексей признаётся отцу, что тот был всегда идеалом для него, примером для подражания, он проверял все свои поступки тем — достойны ли они его погибшего отца-героя. Алексей никак не может смириться с мыслью, что его отец — предатель, пытается найти оправдание его поступку. Но всё оказывается напрасным — Платов-старший не только сдался в плен, но и предал своих товарищей, рассказал фашистам о боевом задании отряда разведчиков под командованием Богуша, который тоже попал в плен, но только потому, что был тяжело ранен, и сумел потом сбежать из плена. Они встречаются на могиле Евгении Васильевны — и Богуш не подаёт руки Платову-старшему.

## В ролях
- Олег Янковский — Алексей Михайлович Платов
- Виктория Фёдорова — Катя Фарина
- Любовь Соколова — Евгения Васильевна Платова
- Леонид Кулагин — Михаил Платов
- Армен Джигарханян — Семён Петрович Богуш
- Николай Волков — Cергей Митрофаньевич, отчим Кати
- Руфина Нифонтова — мать Кати
- Аркадий Вовси — Аркадий Михайлович, хирург
- Иван Лапиков — Павел Сергеевич, начальник отдела кадров
- Елизавета Никищихина — Рита
- Екатерина Савинова — Аннушка, соседка Платовых
- Рудольф Рудин — старший лейтенант ГАИ (нет в титрах)
- Сергей Приселков — постовой милиционер
- Хайнц Браун — немецкий офицер
- Валентин Брылеев — немец-«язык»
- Лариса Виккел — Женя Платова в молодости
- Кира Головко — регистратор ЗАГСа
- Николай Досталь — Резо
- Зоя Исаева — Галочка
- Элеонора Кулагина — Лена Глазунова, тренер по фигурному катанию, мастер спорта
- Ольга Маркина — Ольга Платова
- Сергей Николаев — Ставрида
- Анатолий Обухов — Степан
- Антонина Пилюс

## Съёмочная группа
- Сценарист: Анатолий Софронов
- Режиссёр: Фёдор Филиппов
- Оператор: Эра Савельева
- Композитор: Юрий Левитин
- Художник: Феликс Ясюкевич
- Звукорежиссёр: Н. Кропотов
- Музыкальный редактор: Р. Лукина
- Гримёр: Н. Антонова
- Костюмер: Г. Жекулина
- Монтажёр: Н. Белевцева
- Пиротехник: Г. Степанова
- Комбинированные съёмки:

Оператор: В. Рылач
Художник: П. Сафонов
- Редактор: В. Карен
- Директор картины: А. Фрадис